# Campionato italiano maschile di pallanuoto 1921
Il campionato italiano 1921 è stata la 6ª edizione della massima serie, ed allora unica, del campionato italiano maschile di pallanuoto. Le squadre partecipanti affrontarono inizialmente una fase a gironi, per poi disputare la finale a Livorno.

## Finale
|              | Risultato |           |
| ------------ | --------- | --------- |
| Andrea Doria | 3-1       | Partenope |

## Verdetti
- Andrea Doria Campione d'Italia 1921